# برايان مور (كاتب بريطاني)
برايان مور (بالإنجليزية: Brian Moore)‏ هو كاتب سيناريو وصحفي ماليزي وبريطاني، ولد في 11 يناير 1962 في برمنغهام في المملكة المتحدة.

## وصلات خارجية
- برايان مور عل موقع إسبنسكروم (الإنجليزية)